# Zino Francescatti
Zino Francescatti (* 9. August 1902 in Marseille; † 17. September 1991 in La Ciotat) war ein französischer Violinist und Pädagoge italienischer Abstammung.

## Leben
Seine Eltern waren Musiker, sein Vater sogar Schüler von Camillo Sivori, dem glänzendsten Schüler Niccolò Paganinis. Zino Francescatti war ein Wunderkind, das schon mit zehn Jahren Ludwig van Beethovens Violinkonzert öffentlich darbot. Schnell folgte eine Karriere, die den höchsten Ruhm versprach, doch – insbesondere nach dem Zweiten Weltkrieg, vor, während und nach dem Francescatti lange Zeit in den USA lebte – bei aller Bewunderung, ja Verehrung, in relativer Bescheidenheit geführt wurde. Francescattis Künstlerleben wurde durch drei Bekanntschaften geprägt: die Anerkennung Jacques Thibauds, die Freundschaft mit Maurice Ravel – dem er als Geiger das gewesen ist, was ihm Vlado Perlemuter als Pianist war, der Bewahrer ursprünglicher Absichten nämlich – und die Zusammenarbeit mit Bruno Walter in seiner Zeit in den USA.
Unter Francescattis zahlreichen Aufnahmen ragen insbesondere seine Duos mit Robert Casadesus heraus, die von einer unvergleichlichen gegenseitigen Aufmerksamkeit zeugen. Zu seinen Schülern zählen die französischen Violinisten Régis Pasquier, Gérard Poulet und Nina Bodnar.

## Bibliografie
- Harald Eggebrecht: Große Geiger: Kreisler, Heifetz, Oistrach, Mutter, Hahn & Co. Piper, München/Zürich 2000, ISBN 3-492-04264-3.